# Norbert Szécsi
Norbert Szécsi (* 1990 oder 1991) ist ein professioneller ungarischer Pokerspieler. Er ist dreifacher Braceletgewinner der World Series of Poker.

## Pokerkarriere

### Werdegang
Szécsi nimmt seit 2010 an renommierten Live-Turnieren teil.
Szécsi gewann im November 2010 das Main Event der Campeonato de España de Poker in Málaga und erhielt eine Siegprämie von 33.650 Euro. Mitte April 2012 erreichte er beim Main Event der World Poker Tour in Wien den Finaltisch und belegte den sechsten Platz, der mit knapp 50.000 Euro bezahlt wurde. Anfang Juli 2012 war Szécsi erstmals bei der World Series of Poker (WSOP) im Rio All-Suite Hotel and Casino am Las Vegas Strip erfolgreich und kam bei einem Turnier der Variante No Limit Hold’em in die Geldränge. Ein Jahr später gewann er das 42. Turnier der WSOP 2013 und sicherte sich eine Siegprämie von rund 345.000 US-Dollar sowie als vierter Ungar ein Bracelet. Bei der WSOP 2014 erreichte Szécsi erneut einen Finaltisch und wurde beim 49. Event auf dem Turnierplan Zweiter hinter David Miscikowski für ein Preisgeld von knapp 450.000 US-Dollar. Ebenfalls einen zweiten Platz belegte er Ende Juni 2016 bei einem Bounty-Event der WSOP 2016 und erhielt nach verlorenem Heads-Up gegen Kristen Foxen rund 180.000 US-Dollar. Ende August 2017 saß Szécsi beim Pot Limit Omaha High Roller der PokerStars Championship in Barcelona am Finaltisch und wurde Vierter für über 100.000 Euro Preisgeld. Anfang September 2018 landete er beim High Roller der European Poker Tour (EPT) in Barcelona hinter Max Silver auf dem zweiten Platz und erhielt aufgrund eines Deals das meiste Preisgeld von knapp 630.000 Euro, das bisher höchste seiner Karriere. Ende Oktober 2018 gewann Szécsi, nachdem er am Finaltisch eine Hand mit einem Royal Flush gewonnen und im Heads-Up Shaun Deeb besiegt hatte, bei der in Rozvadov ausgespielten World Series of Poker Europe ein Turnier mit gemischten Varianten aus Pot Limit Omaha und No Limit Hold’em und sicherte sich damit sein zweites Bracelet sowie den Hauptpreis von mehr als 85.000 Euro. Im November 2019 setzte sich Szécsi beim High Roller Finale der partypoker Millions World Bahamas durch und erhielt eine Siegprämie von 400.000 US-Dollar. Mitte Dezember 2019 belegte er beim EPT-Main-Event in Prag den zweiten Platz und sicherte sich rund 600.000 Euro. Bei der WSOP 2022 gewann der Ungar unter seinem Nickname Balkan500 das online ausgespielte High Roller Freezeout und erhielt knapp 300.000 US-Dollar sowie sein drittes Bracelet. Bei der mittlerweile im Horseshoe Las Vegas und Paris Las Vegas ausgespielten WSOP 2023 wurde er bei einem Event Zweiter und mit rund 580.000 US-Dollar prämiert.
Insgesamt hat sich Szécsi mit Poker bei Live-Turnieren mehr als 4,5 Millionen US-Dollar erspielt und ist damit nach László Bujtás und András Németh der dritterfolgreichste ungarische Pokerspieler.

### Braceletübersicht
Szécsi kam bei der WSOP 58-mal ins Geld und gewann drei Bracelets:
| Jahr   | Buy-in | Turnier                                         | Teilnehmer | Preisgeld |
| ------ | ------ | ----------------------------------------------- | ---------- | --------- |
| 2013 E | 1000 $ | No-Limit Hold’em                                | 2100       | 345.037 $ |
| 2018 E | 1650 € | Mixed PLO/NLHE                                  | 0241       | 086.956 € |
| 2022 E | 5300 $ | WSOP.com No Limit Hold’em High Roller Freezeout | 0218       | 288.850 $ |